# Deltonotus guangxiensis
Deltonotus guangxiensis är en insektsart som beskrevs av Liang och G. Jiang 2004. Deltonotus guangxiensis ingår i släktet Deltonotus och familjen torngräshoppor. Inga underarter finns listade i Catalogue of Life.